# Sonthofen-Strategie
Die Sonthofen-Strategie bezieht sich auf ein Vorgehen, das Franz Josef Strauß, damals CSU-Vorsitzender und wirtschafts- und finanzpolitischer Sprecher der CDU/CSU-Fraktion im Bundestag, in einer Rede empfahl, die er am 19. November 1974 bei einer Klausurtagung der CSU-Landesgruppe des Bundestages in Sonthofen hielt.
Es ging um die Frage, wie sich die Unionsparteien, die damals in der Opposition waren, an der Bundespolitik beteiligen sollen. Strauß vertrat die Ansicht, dass es für die Wahlen 1976 am besten sei, wenn die Opposition keine eigenen Vorschläge mehr in die politische Diskussion einbringe, sondern zusehe, wie die Bundesregierung unter Kanzler Helmut Schmidt mit den damals massiven Problemen (Rentenversicherung, Arbeitslosigkeit, Wirtschaftsflaute) fertigzuwerden versucht, um sich dann im Wahljahr als die Retter präsentieren zu können.
Der Spiegel veröffentlichte die ihm zugespielte Rede im März 1975. Strauß räumte ein, dass es sich um einen Mitschnitt handele, der die angesprochenen Themen im Kern richtig wiedergebe, durch Auslassungen einzelner Passagen seien diese jedoch überspitzt dargestellt worden.
Die „Sonthofen-Strategie“ wurde zu einem geflügelten Wort, das von Regierungspolitikern und politischen Kommentatoren verwendet wurde, wenn sie ein bestimmtes Verhalten der Opposition obstruktiv nennen wollten.

## Kontext
Die Union war nach der Bundestagswahl 1969 in die Opposition geraten, obwohl sie 46,1 % der Stimmen erhalten hatte und die SPD nur 42,7 %. Grund dafür war, dass die FDP sich von der Union abgewendet hatte. SPD und FDP hatten eine Koalition geschlossen und Willy Brandt zum Bundeskanzler gewählt. Dieser hatte das Kabinett Brandt I gewählt. 